# Рюдигер, Андреас
Андреас Рюдигер (нем. Andreas Rüdiger; 1673—1731) — немецкий философ, ученик Христиана Томазия; читал лекции по философии в Галльском и Лейпцигском университете.

## Биография
Родители Рюдигера бедствовали, поэтому он пошёл в школу только в 14 лет. Затем учился в гимназии в Гере. С 1692 года изучал философию и теологию в Галльском университете. Одновременно работал домашним учителем у Христиана Томазиуса и знакомился с философией последнего. В 1695 году прервал учёбу по болезни, а в 1696 году продолжил изучение теологии в Йене. Через год Рюдигер начал изучение медицины и права в Лейпциге. В 1700 году получил в Лейпциге степень магистра философии и начал давать первые частные лекции.
В 1703 году он стал доктором медицинских наук, но скоро был вынужден прекратить врачебную практику по болезни. В 1707 году перебрался в Галле. В 1712 вернулся в Лейпциг, открыл врачебную практику и продолжил читать лекции. В 1716 году он стал советником и лейб-медиком курфюрста Саксонского, однако вскоре целиком посвятил себя преподаванию и написанию книг.

## Философия
Как философ, Рюдигер был эклектиком; он выступал против некоторых положений Лейбница и Вольфа (например, против учения о врождённых идеях, о предустановленной гармонии) и утверждал, что душа протяжённа и что все представления происходят из чувств.
Основанием всей философии Рюдигера является представление о Боге. Бог предписывает людям свою волю как закон; добродетельные люди — те, которые исполняют эту волю. Уверенность в существовании Бога и бессмертии души следует черпать не из откровения, а из разума, предоставленного самому себе.
Главные сочинения Рюдигера:
- «Philosophia synthetica» (Галле, 1707 и чаще; позднее издавалось под заглавием «Institutiones eruditionis»),
- «Physica divina» (Франкфурт, 1716),
- «Philosophia pragmatica» (Лпц., 1723),
- «Anweisung zur Zufriedenheit der menschlichen Seele als dem höchsten Gute dieses zeitlichen Lebens» (1721 и 1726). Ср. W. Carls,
- «A. Rüdigere Moral-philosophie» (Галле, 1894).